# Lista de aeroportos mais movimentados da América Latina
Esta é uma lista dos aeroportos latino-americanos por movimento de passageiros.

## 2019
| Rank | Aeroporto                                      | Cidade servida   | Passageiros |
| ---- | ---------------------------------------------- | ---------------- | ----------- |
| 1    | Aeroporto Internacional da Cidade do México    | Cidade do México | 50 308 049  |
| 2    | Aeroporto Internacional de São Paulo-Guarulhos | Guarulhos        | 42 248 207  |
| 3    | Aeroporto Internacional El Dorado              | Bogotá           | 25 921 440  |
| 4    | Aeroporto Internacional de Cancún              | Cancún           | 25 481 989  |
| 5    | Aeroporto Internacional Jorge Chávez           | Lima             | 25 424 260  |
| 6    | Aeroporto Internacional Arturo Merino Benítez  | Santiago         | 24 630 742  |
| 7    | Aeroporto de São Paulo-Congonhas               | São Paulo        | 22 281 896  |
| 8    | Aeroporto Internacional de Tocumen             | Cidade do Panamá | 16 582 601  |
| 9    | Aeroporto Internacional de Brasília            | Brasília         | 16 569 442  |
| 10   | Aeroporto Internacional de Guadalajara         | Guadalajara      | 14 846 300  |